# Garlate
Garlate är en ort och kommun i provinsen Lecco i regionen Lombardiet i Italien. Kommunen hade 2 722 invånare (2018).